# 뉴트랄리노
뉴트랄리노(영어: neutralino) 또는 초중성입자(超中性粒子)는 표준 모형의 무색 중성 보손의 초짝입자다. 최소 초대칭 표준 모형에서는 총 4종 (포티노, 지노, 힉시노 2종)이 있으며, 양자수가 같으므로 질량 고유기저로는 서로 섞인다. 질량 고유기저에 따른 기호는 χ̃01, χ̃02, χ̃03, χ̃04. χ̃01이 가장 가볍고, χ̃04가 가장 무겁다.

## 암흑 물질
많은 모형에서는 가장 가벼운 초짝입자(LSP)가 뉴트랄리노 가운데 하나다.
최소 초대칭 표준 모형과 같은, R반전성을 가진 모형에서는 LSP가 안정하다. 암흑 물질은 안정하고 또 전기적으로 중성이어야 하므로, 암흑 물질의 유력한 후보다.

## 실존 가능성
라르스 베리스트룀(Lars Bergström) 외 3인의 연구팀이 우리 은하의 은하 중심에서 뉴트랄리노가 존재한다는 증거를 발견하는 데 성공했다.

## 같이 보기
- 최소 초대칭 표준 모형
- 차지노